# ハインリヒ・ゲオルゲス
ハインリヒ・ゲオルゲス（ドイツ語：Heinrich Georges、1852年6月3日-1921年8月8日(12日)）は、ドイツの古典文献学者・図書館司書。ゴータ生まれ。

## 生涯
古典文献学者でギムナジウム教師の父カール・エルンスト・ゲオルゲスと母ヴィルヘルミーネ・カロリーネ（旧姓フニウス）(Wilhelmine Caroline geb. Hunnius, 1815–1886)の次男として生まれ、1871年の夏学期より、ゲッティンゲン「ゲオルク・アウグスト」大学にて古典文献学を学んだ。1874年からゴータ宮廷図書館(die Herzogliche Bibliothek Gotha)の見習いとして勤務した。ライプツィヒ大学で博士号を取得（1877年8月21日）した後、1879年、ゴータの常勤図書館司書に任命された。同時に、宮廷古文書館(das Herzogliche Haus- und Staatsarchiv)の館長となった。1899年、図書館長ルドルフ・エーヴァルトの館長代行に任命された。
図書館司書、古文書館司書としての仕事は高く評価された。1899年、エアフルトの公益学術アカデミー(Akademie gemeinnütziger Wissenschaften zu Erfurt)の会員に選出され、教授の称号を授与された。学術面の仕事としてはラテン語の辞書編纂がライフワークであった。父が残した『詳述ラテン語・ドイツ語＆ドイツ語・ラテン語辞書』(Ausführliches lateinisch-deutsches und deutsch-lateinisches Handwörterbuch)の仕事を引き継ぎ、その新版改訂版を1913年に出版した。この版は、ハインリヒの死後も、長い間、改訂されることなく出版を続けた。父が残した『小型ドイツ語・ラテン語辞書』(Kleines Handwörterbuch)の編集も手がけた。

## 著作
- De elocutione M. Velleii Paterculi (『ウェッレイウス・パテルクルスの雄弁術について』)、1877年ライプツィヒ、博士論文

## 編纂
- Karl Ernst Georges: Kleines deutsch-lateinisches Handwörterbuch. 6. Auflage, Hannover/Leipzig 1897–1898. 7., verbesserte und vermehrte 1910（カール・エルンスト・ゲオルゲス『小型ドイツ語・ラテン語辞書』、1897–1898Hannover/Leipzig、第6版。1910 第7版 改訂・増補版）
- Karl Ernst Georges: Ausführliches lateinisch-deutsches Handwörterbuch. 8., verbesserte und vermehrte Auflage, Hannover 1913–1918（カール・エルンスト・ゲオルゲス『詳述ラテン語・ドイツ語辞書』、1913-1918Hannover、第8版 改訂・増補版）